# 拉卡里
拉卡里（法語：Lacarry，法語發音：[lakaʁi]）是法国大西洋比利牛斯省的一个旧市镇，属于奥洛龙-圣玛丽区。1831年，拉卡里与市镇阿朗和上沙里特合并为拉卡里-阿朗-上沙里特。

## 地理
拉卡里（43°5'7"N, 0°55'28"W）位于法国新阿基坦大区大西洋比利牛斯省，该省份为法国东南部省份，涵盖了贝阿恩与北巴斯克，西临大西洋比斯開灣，北至朗德省，东北接热尔省，东临上比利牛斯省，南与西班牙接壤。
拉卡里的时区为UTC+01:00、UTC+02:00（夏令时）。

## 行政
拉卡里的邮政编码为64470。

## 人口
拉卡里于1821年时的人口数量为335人。